# Saʿd ibn ʿUbāda
Abū Thābit Saʿd ibn ʿUbāda ibn Dulaim ibn Hāritha (arabisch أبو ثابت سعد بن عبادة بن دليم بن حارثة, DMG Abū Ṯābit Saʿd ibnʿUbāda ibn Dulaim ibn Ḥāriṯa † 636) war ein Anführer des in Yathrib ansässigen arabischen Stammes der Banu Chazradsch, von der Sippe der Banū Sā'ida.

## Seine Bedeutung zur Zeit Mohammeds
Saʿd ibn ʿUbāda war einer der ersten Bewohner Medinas, die sich Mohammed anschlossen und somit seine Hidschra vorbereiteten. Er gehörte zu den wenigen, die schreiben, schwimmen und gut mit der Lanze umgehen konnten. Eine solche Person nannte man schon in der Dschāhilīya al-kāmil /Plural: al-kamala, d. h. „der Vollkommene“. Er soll einer der 12 Nuqabāʾ (Vertreter der Medinenser) gewesen sein, die mit Mohammed bei dem Treffen von al-ʿAqaba – zwischen Mekka und Medina – einen Vertrag zum Schutze des Propheten geschlossen haben. Unter den analysierten Quellen über dieses Ereignis erscheint sein Name bei Ibn Hischām. In den späteren Biographien der Prophetengefährten, wie bei Ibn ʿAbd al-Barr und Ibn Hadschar al-ʿAsqalānī, wird er, wohl dem isoliert stehenden Bericht von Ibn Hischam folgend, stets als „naqīb“ der medinensischen Ansār genannt. Auch Muhammad ibn Saʿd erwähnt ihn in dem für die zwölf Nuqabāʾ gewidmeten Kapitel seines Klassenbuches.
Fortan blieb er einer der wichtigsten Helfer Mohammeds und unterstützte ihn auch finanziell. Seine Teilnahme an der Schlacht von Badr wird von den frühen Historikern kontrovers überliefert. Dagegen nahm er an der Schlacht von Uhud und an der Grabenschlacht teil. In der Schlacht bei al-Muraysīʿ im Jahre 627 soll er, dem Bericht al-Wāqidīs zufolge, im Auftrag des Propheten der Fahnenträger der Anṣār gewesen sein. Mehrfach wurde er von Mohammed mit wichtigen Aufgaben betraut, dem er, nach einem Bericht bei Muhammad ibn Saʿd, jeden Tag eine Schüssel von Speisen zuschickte. Ebenfalls Ibn Saʿd zufolge soll er eine Tränke in der Moschee des Propheten in Medina gestiftet haben. Er soll mit seinen zum Islam übergetretenen Stammesgenossen die Idole der Banū Sāʿida, deren prominenter Vertreter er schon in der Dschāhilīya war, zerstört haben.

## Seine Rolle in der Nachfolgerfrage
Nach dem Tod Mohammeds wurde er von einem Großteil der Ansar, den medinensischen Anhängern und „Helfern“ des Propheten, nach seiner Umsiedlung nach Medina als Kalif vorgeschlagen. Die Auseinandersetzungen über die Nachfolgerfrage nach dem Tod Mohammeds fanden im „Säulengang (Saqīfa) der Banū Sāʿida“, am Wohnort von Saʿd ibn ʿUbāda statt. Die Rivalitäten zwischen den Mekkanern und ihren medinensischen Gastgebern haben die Autoren der Sira- und Maghazi-Literatur in eigenständigen Monographien unter dem Titel Kitāb as-Saqīfa – Abū Michnaf – und Kitāb as-Saqīfa wa-baiʿat Abī Bakr – al-Waqidi – eingehend geschildert. al-Balādhurī widmet in seinem Ansāb al-ašrāf diesem Ereignis zwanzig Seiten und stellt dort z. T. kontroverse Berichte zusammen. Selbst der berühmte Dichter der Medinenser, Hassān ibn Thābit († gegen 661 oder 670) vom Stamme der Chazradsch, trat bei diesem Ereignis mit einem Gedicht von zehn Zeilen auf und stellte die von den Quraisch erhobenen Ansprüche auf das Kalifat infrage, ohne gegen Abu Bakr direkt zu argumentieren. Seine Schmähgedichte gegen die mekkanischen Quraisch fallen in die frühislamische Zeit, einige davon entstanden nach der Eroberung Mekkas. Da Saʿd ibn ʿUbāda jedoch weder von den Banū Aus noch von seinem eigenen Stamm, den Chazradsch, volle Unterstützung bekam, musste er, so die Folgerungen des Historikers Abu Michnaf, als Kandidat scheitern.
Von der offiziellen Huldigung an Abu Bakr blieb Saʿd ibn ʿUbāda fern und erkannte das Wahlergebnis nicht an. Nach seiner Auseinandersetzung mit Umar ibn al-Chattab während dessen Kalifat verließ er Medina und wanderte nach Hauran in Syrien aus. Er starb dort 636 völlig zurückgezogen; der islamischen Legende nach soll er dort von einem Dschinn getötet worden sein. Seine Tugenden und Vorzüge während Mohammeds Wirken sind von syrischen Traditionariern überliefert worden, die dann Ibn ʿAsākir auf 33 Seiten in seiner Stadtgeschichte von Damaskus zusammenfasste.
Einige Nachfahren seines Sohnes Qais ibn Saʿd ibn ʿUbāda ließen sich wahrscheinlich im 11. Jahrhundert in der Gegend von Ronda, das damals in der Sprache der dort angesiedelten Imazigh Tākrūna hieß, ferner bei Jaén (arabisch: Ǧayyān), „im Dorf der Ḫazraǧ“, in Al-Andalus nieder. Unter ihnen trat Muḥammad ibn Yūsuf ibn Muhammad ibn Aḥmad al-Ḫazraǧī (* um 1194 in Arjona, Provinz Jaén; † 22. Januar 1273 bei Granada) als Gründer der Nasriden-Dynastie hervor.

## Sein Beitrag zur frühen Rechtsprechung
Saʿd ibn ʿUbāda soll eine Schrift (kitāb), die einige Rechtsbräuche Mohammeds beinhaltete, besessen haben; sie war noch im frühen 10. Jahrhundert in der Überlieferung seiner Nachkommen bekannt und wurde u. a. vom Hadith-Gelehrten At-Tirmidhī benutzt. Eine in der medinensischen Jurisprudenz um Mālik ibn Anas gültige Rechtsnorm über Anordnung der Eidleistung bei nur einem Zeugen (al-yamīn bi-sch-schāhid) اليمين بالشاهد / al-yamīn bi-š-šāhid – d. h. Klägereid mit einer Bezeugung – soll als Rechtsdirektive Mohammeds in dieser Schrift überliefert worden sein.